# Bob Harvey (musicien)
Pour les articles homonymes, voir Harvey et Bob Harvey.
Bob Harvey, né le 17 novembre 1934 et mort le 18 mars 2025 à Lancaster (Ohio), est un musicien américain.

## Biographie
Il fut, entre autres, bassiste du groupe Jefferson Airplane de sa création jusqu'en 1965. Il a ensuite été remplacé par Jack Casady.
Il a cofondé le groupe Slippery Rock String Band. Il a enregistré avec Paul Williams, la chanson Les fleurs sauvages.
Il a trois enfants, Robert Harvey, Wes Harvey, et Jebin Harvey, et sept petits-enfants, Ashley Smith, Bretagne Harvey, Shay Harvey, Lexi Barrington, Daniel Harvey, Samuel Harvey, et Michelle Harvey. Il a été marié à Elizabeth Jo Atwood, puis Charlene Harvey. 
Il a vécu dans l'État américain de Géorgie puis en Ohio jusqu'à son décès à l'âge de 90 ans.